# Escorpión y Félix
Escorpión y Félix: una novela humorística (en alemán: Skorpion und Felix, Humoristischer Roman) es la única historia cómica de ficción que ha sido escrita por Karl Marx. Redactada en 1837, cuando Marx tenía 19 años, no fue publicada hasta muchos años más tarde. Probablemente, fue escrita bajo la influencia de Vida y opiniones del caballero Tristram Shandy de Laurence Sterne.
La novela es relatada por un narrador en primera persona y tiempo presente. El argumento gira en torno a tres personajes principales: Félix, Escorpión y Merten, y su búsqueda para descubrir sus orígenes. La novela parece tomar una polémica irónica con la filosofía. También ha sido descrita como satírica.
El libro no recibió muchas críticas positivas. En su biografía de Marx, Francis Wheen lo resume como «un torrente sinsentido errático», aunque nota que un párrafo de esa novela aparece, en una forma ligeramente cambiada, como un «párrafo inicial famoso» en El 18 Brumario de Luis Bonaparte. Siegbert Salomon Prawer sostuvo que el libro es notable por ser el primer intento de Marx de discutir política y que comienza su polémica con Hegel. No obstante, Anna Kornbluh afirma que la pieza es una polémica con Locke, Fichte y Kant, pero no con Hegel. También comenta más positivamente la novela y concluye que muestra cómo incluso un joven Marx «buscaba conexiones lógico-formales tras el velo de lo visible, cuán meticulosamente rastreó diferentes formas de apariencia de lo real al interior de la realidad ontológicamente positiva».
La novela nunca fue acabada. Solo algunos capítulos de la novela sobrevivieron. Partes de la novela podrían haber sido quemadas por el propio Marx, junto con algunos otros de sus obras más tempranas. Las partes que sobrevivieron son los fragmentos que Marx incluyó como un suplemento cuando publicó su Libro de poesía (1837).
En 1971, esta novela inacabada de Marx fue publicada por primera vez en español.
En 2018, la editorial Libro Singular publicó una nueva edición de la novela, con nueva traducción a cargo del Dr Joan González Guardiola. Esta traducción incluye algunos párrafos omitidos en la edición de 1971, así como comentarios a la misma. La edición también incluye una introducción del propio traductor.